# Dasysyrphus pinastri
Dasysyrphus pinastri là một loài ruồi trong họ Ruồi giả ong (Syrphidae). Loài này được De Geer mô tả khoa học đầu tiên năm 1776. Dasysyrphus pinastri phân bố ở vùng Cổ Bắc giới (Đan Mạch)